# ويليام موريس

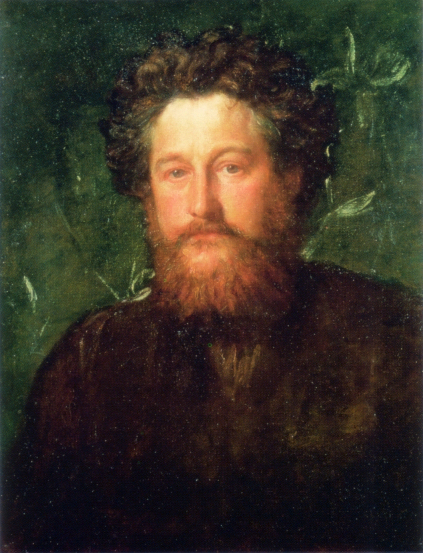
ويليام موريس

ويليام موريس (William Morris؛ 24 مارس 1834 - 3 أكتوبر 1896) معماري، مرمم، ومصمم للأثاث والمنسوجات، وفنان، وكاتب اشتراكي إنجليزي.
ولد موريس في والتايمستو في شرق لندن، وتعلم في مارلبورو وأكسفورد. في 1856، أصبح متعلماً عند المعماري جورج إدموند ستريت. في السنة نفسها أنشأ مجلة أكسفورد وكامبردج، والتي كانت مخرجاً لشعره وتطوير نظرياته حول مهارة الصنعة اليدوية في الفنون التزيينية. في 1861 أسس موريس شركة تصميم بالشراكة مع الفنان إدوارد بورن جونز، والشاعر والفنان دانتي غابريل روزسيتي، والتي كان لها تأثيراً عميقاً على زينة الكنائس والبيوت حتى بداية القرن العشرين.
كتب ونشر موريس الشعر، والقصص، وترجمات النصوص القديمة من القرون الوسطى طوال حياته. تتضمن أفضل أعماله المعروفة: «دفاع جينيفير وقصائد أخرى» (1858)، و«الجنة الدنيوية» (1868 إلى 1870)، و«حلم جون بول» (1988)، و«أخبار ليست من أي مكان» (1890)، و«البئر في نهاية العالم» (1896). كان موريس شخصية مهمة مع ظهور الاشتراكية في بريطانيا العظمى، فقد أسس الاتحاد الاشتراكي في 1884، لكنه اختلف مع الحركة في بعض الأهداف والطرق مع نهاية ذلك العقد. كرس معظم بقية حياته لصحافة كيلمسكوت الذي أسسها في 1891.

## وصلات خارجية
- ويليام موريس على موقع الموسوعة البريطانية (الإنجليزية)
- ويليام موريس على موقع ميوزك برينز (الإنجليزية)
- ويليام موريس على موقع إن إن دي بي (الإنجليزية)
- ويليام موريس على موقع ديسكوغز (الإنجليزية)

ويليام موريس  على قاعدة بيانات الخيال التأملي على الإنترنت